# Danny Ramirez
Danny Ramirez (Chicago, 17 de septiembre de 1992) es un actor estadounidense con padres hispanoamericanos. Ha actuado en grandes películas, tales como Captain America: Brave New World y Top Gun: Maverick, entre otras.

## Primeros años
Ramírez nació en Chicago y creció en Miami. Su padre es colombiano y su madre mexicana. Asistió a la escuela secundaria superior Miami Coral Park. De menor quería ser atleta. Probó el fútbol americano y el fútbol pero las lesiones no le permitieron triunfar.

## Carrera profesional
Danny Ramirez hizo su debut televisivo en The Affair de Showtime seguido de papeles en Blindspot de NBC y el largometraje Rapid Eye Movement mientras asistía a la Escuela de Artes Tisch de la Universidad de Nueva York.
Luego volvió a aparecer como Wes en The Gifted de Fox y como Mario Martinez en la exitosa serie de Netflix On My Block. También fue estrella invitada en Orange Is the New Black. Sus primeros créditos cinematográficos notables se produjeron poco después de graduarse, en Assassination Nation de Sam Levinson, que se estrenó en el Festival de Cine de Sundance y poco después como Chip en la nueva versión musical Valley Girl de Metro-Goldwyn-Mayer.
Recientemente, ha terminado Lost Transmissions de la directora Katharine O'Brien junto a Simon Pegg, Juno Temple y Alexandra Daddario, que se estrenó en el Festival de Cine de Tribeca en 2019, Tone-Deaf de Richard Bates Jr que se estrenó en South by Southwest Film Festival en 2019 y The Giant de David Raboy que se estrenó en el Festival Internacional de Cine de Toronto el 7 de septiembre de 2019.
En agosto de 2018 se anunció el casting de Ramírez para Top Gun: Maverick junto con Tom Cruise.
En noviembre de 2018 recibió el tercer premio anual NYU Stonestreet Granite Award, que anteriormente se otorgó a Miles Teller y Rachel Brosnahan.
En 2021 interpretó a Joaquín Torres en la serie de Disney+ The Falcon and the Winter Soldier que se desarrolla en el Universo Cinematográfico de Marvel.
En 2021 estuvo en la película Root Letter basada en un videojuego japonés.
En enero de 2022 participó en Stars at Noon dirigida por Claire Denis.
En febrero de 2022 protagonizó el thriller de Hulu No Exit como Ash.
En 2025 retoma su personaje de Joaquín Torres/Falcon, esta vez como personaje principal de la película Captain America: Brave New Wold, ampliando su participación en el Universo Cinematográfico de Marvel e impulsando su reconocimiento a nivel mundial.
En 2025 fue protagonista del videoclip Papasito de Karol g. 

## Filmografía

### Películas
| Año  | Título                           | Rol                             | Notas |
| ---- | -------------------------------- | ------------------------------- | ----- |
| 2018 | Assassination Nation             | Diamond                         |       |
| 2019 | Tone-Deaf                        | Rodrigo                         |       |
| 2019 | Lost Transmissions               | Jake                            |       |
| 2019 | The Giant                        | Brady                           |       |
| 2019 | Silo                             | Daniel "Lucha" Mendoza          |       |
| 2020 | This is Not a War Story          | Timothy Reyes                   |       |
| 2020 | Valley Girl                      | Chip                            |       |
| 2022 | No Exit                          | Ash Garver                      |       |
| 2022 | Top Gun: Maverick                | Teniente Mickey "Fanboy" García |       |
| 2022 | Stars at Noon                    | Policía costarricense           |       |
| 2022 | Root Letter                      | Carlos Álvarez                  |       |
| 2022 | Look Both Ways                   | Gabe                            |       |
| 2023 | Chestnut                         | Danny                           |       |
| 2024 | Winner                           | Andre                           |       |
| 2025 | Captain America: Brave New World | Joaquín Torres/Falcon           |       |
| 2026 | Avengers: Doomsday               | Joaquín Torres/Falcon           |       |

### Televisión
| Año  | Título                            | Role                 | notas                 |
| ---- | --------------------------------- | -------------------- | --------------------- |
| 2016 | The Affair                        | Niño en movimiento   | 1 episodio            |
| 2016 | Blindspot                         | Estudiante en pánico | 1 episodio            |
| 2017 | Orange Is the New Black           | Pablo                | 1 episodio            |
| 2017 | The Gifted                        | Wes                  | 3 episodios           |
| 2018 | On My Block                       | Mario Martínez       | 4 episodios           |
| 2021 | The Falcon and the Winter Soldier | Joaquín Torres       | 5 episodios           |
| 2022 | Tales of the Walking Dead         | Eric                 | 1 episodio            |
| 2023 | Black Mirror                      | Héctor               | Episodio: “Mazey Day” |
| 2025 | The Last of Us                    | Manny                | Serie de HBO          |